# Алфёров, Владимир Васильевич
Влади́мир Васи́льевич Алфёров (10 июля 1895, Москва, Московская губерния, Российская империя — 19 марта 1938, полигон Коммунарка, Московская область, СССР) — советский партийный деятель, ректор УГТУ (1923—1924).

## Биография
Родился 10 июля 1895 года в Москве. В 1914 году окончил Московское коммерческое училище с серебряной медалью, после этого окончил два курса Московского коммерческого института (ныне РЭУ им. Г. В. Плеханова), позже закончил также Одесскую школу прапорщиков.
В 1916—1919 годах служил в армии, в 1917 году — секретарь ВРК Юго-Западного фронта. Участник Гражданской войны.
В 1921 году — заведующий производственным отделом Сибпромбюро ВСНХ, в 1921—1922 годах работал ответственным секретарём УралЭКОСО, в 1922—1923 годах — заместитель председателя Уралпромбюро ВСНХ, в 1923 году — управляющий Уральским отделом Промбанка, председатель правления треста «Ураласбест». В ноябре 1923 года был избран ректором Уралуниверситета, оставался на должности год, после чего уезжает сначала в Москву работать заведующим агитпропотделом Рогожско-Симоновского райкома РКП(б) г. Москвы, после — председателем ЦК профсоюза рабочих бумажной промышленности, затем в Баку, где работал заведующим агитпропотделом ЦК КП(б) Азербайджана. Работал также заведующим кульпропом политуправления НКПС, ответственным инструктором Всесоюзного центрального совета профсоюзов (ВЦСПС), помощником секретаря ВЦСПС.
Делегат III Всероссийского съезда советов рабочих и солдатских депутатов (январь 1918), член ВЦИК. Делегат XV (1927) и XVI (1930) съездов ВКП(б). Член Московского комитета[какого?] ВКП(б) (1925—1930).
4 ноября 1937 года арестован; 19 марта 1938 года по обвинению в участии в контрреволюционной террористической организации Военной коллегией Верховного суда СССР приговорён к расстрелу (приговор приведён в исполнение в тот же день на полигоне «Коммунарка»). Реабилитирован 28 мая 1955 года определением Военной коллегии Верховного суда СССР.